# Resolução 141 do Conselho de Segurança das Nações Unidas
Resolução 141 do Conselho de Segurança das Nações Unidas, foi aprovada em 5 de julho de 1960, após análise do pedido da Somália para ser membro da Organização das Nações Unidas, o Conselho recomendou à Assembleia Geral que a Somália deve ser admitido.
Foi aprovada por unanimidade.